# Озоновый слой

Озоновый слой в атмосфере

Абсорбция ультрафиолетового излучения озоновым слоем. По горизонтальной оси отложена концентрация озона в единицах Добсона (DU) на километр высоты. По вертикальной оси — высота в километрах. Показано также поглощение в трёх диапазонах ультрафиолета (см. текст)

Озо́новый слой — часть стратосферы на высоте от 20 до 40 км (в тропических широтах 25—30 км, в умеренных 20—25, в полярных 15—20) с наибольшим содержанием озона (вещества, молекула которого состоит из трёх атомов кислорода, O3), образующегося в результате воздействия УФ-излучения Солнца на молекулярный кислород (O2). При распаде кислорода, атомы которого затем образуют озон, поглощается ближняя (к видимому свету) часть ультрафиолета солнечного спектра. Кроме того, диссоциация озона под воздействием ультрафиолетового излучения приводит к поглощению наиболее жёсткой его части.
Около 90 % атмосферного озона находится в стратосфере, главным образом на высоте от 20 до 40 км над поверхностью Земли. Его концентрация в стратосфере составляет от 2 до 8 частей на миллион. Общее количество озона в атмосфере таково, что если бы можно было весь его переместить на уровень моря и сконцентрировать до атмосферного давления при температуре 0 °C, он занял бы слой высотой всего 3 мм (это соответствует 300 единицам Добсона, или 300×2,69×1016 молекул озона на квадратный сантиметр поверхности Земли). Для сравнения, вся сжатая под нормальным давлением атмосфера составляла бы слой в 8 км. Озоновый слой поглощает от 97 до 99 % солнечного излучения в области длин волн от 200 до 315 нм.
Очень опасный ультрафиолет в диапазоне UV-c (100—280 нм) практически полностью поглощается кислородом (< 200 нм с образованием монокислорода и далее озона) и озоном (200—280 нм) в самых верхних слоях атмосферы, выше 35 км. Диапазон UV-b (280—315 нм), вызывающий загар и рак кожи, поглощается озоном почти полностью, до поверхности Земли доходит лишь несколько процентов, причём в длинноволновой части этого диапазона. Диапазон UV-a (315—400 нм), ближайший к видимому свету (400—700 нм), почти не поглощается (см. рис.).
Благодаря нагреванию воздуха вследствие поглощения озоном солнечных лучей возникает температурная инверсия, то есть повышение температуры с высотой. Таким образом, тропосфера и стратосфера разделяются тропопаузой и смешивание воздуха между этими слоями атмосферы затруднено.
Озоновый слой образовался в атмосфере Земли 1,85—0,85 млрд лет назад, когда в ней вследствие фотосинтеза накопилось достаточно кислорода. Лишь после образования озонового слоя жизнь (включая растения) смогла выйти из океанов; без этого высокоразвитые формы жизни типа млекопитающих, включая человека, не возникли бы.

## История открытия озонового слоя
Открывателями озонового слоя были французские физики Шарль Фабри и Анри Буиссон. В 1912 году им удалось с помощью спектроскопических измерений ультрафиолетового излучения доказать существование озона в отдалённых от Земли слоях атмосферы.
Благодаря данным ультрафиолетового спектрометра, работавшего на борту орбитального зонда Venus Express, астрономы обнаружили озоновый слой в атмосфере Венеры.

## Механизм Чепмена
Механизм образования, а также расходования озона был предложен Сидни Чепменом в 1930 году и носит его имя.
Реакции образования озона:
{\displaystyle {\mathsf {O_{2}+h\nu \rightarrow 2O:}}}
{\displaystyle {\mathsf {O_{2}+O:\rightarrow O_{3}}}}
Фотолиз молекулярного кислорода происходит в стратосфере под воздействием ультрафиолетового излучения с длиной волны 175—200 нм и до 242 нм.
Озон расходуется в реакциях фотолиза и взаимодействия с атомарным кислородом:
{\displaystyle {\mathsf {O_{3}+h\nu \rightarrow O_{2}+O:}}}
{\displaystyle {\mathsf {O_{3}+O:\rightarrow 2O_{2}}}}

## Пути гибели озона

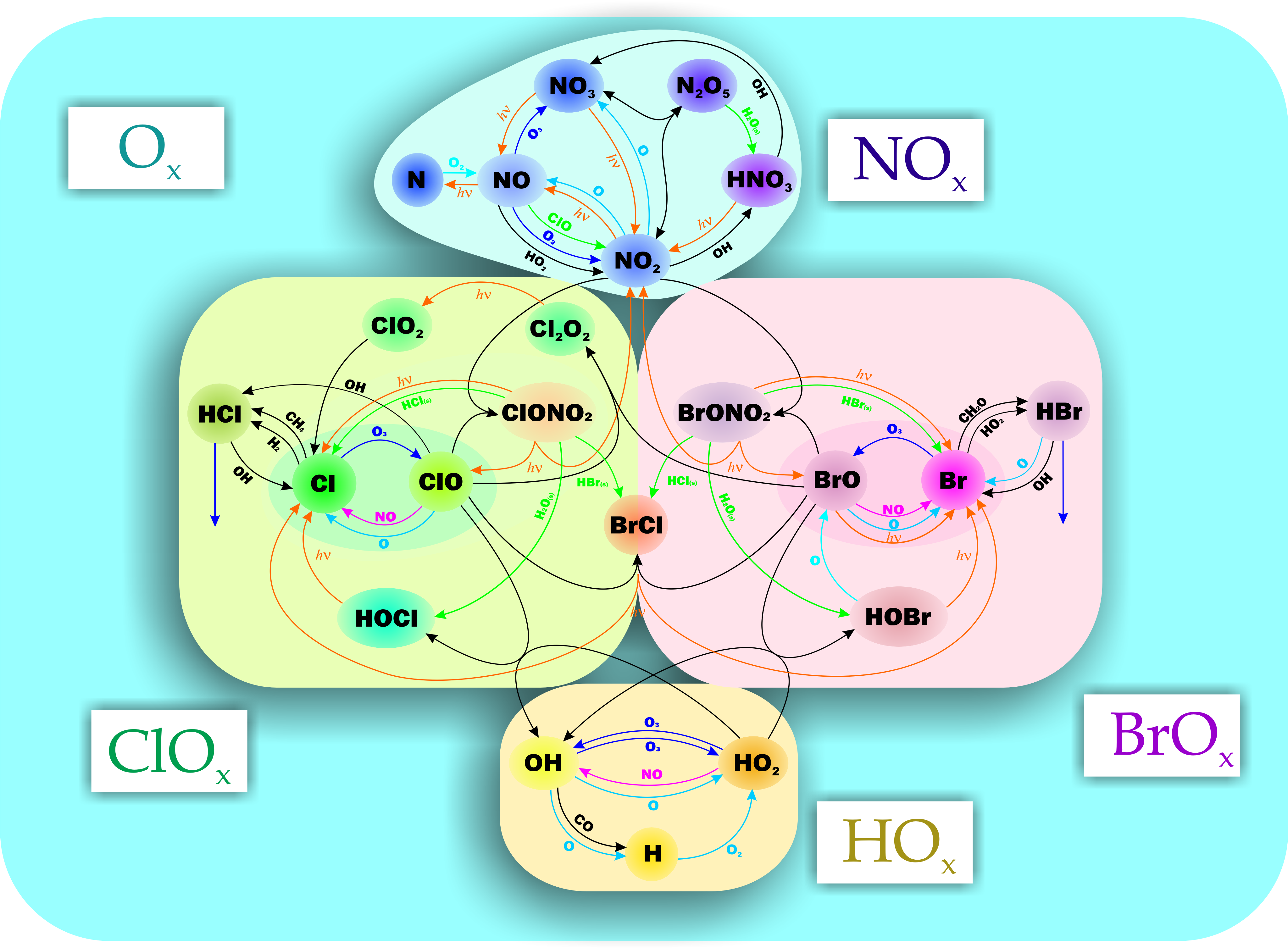
Стратосферная химия озона

Кроме реакций, входящих в механизм Чепмена, имеется целый ряд других реакций, приводящих к гибели озона. Их все объединяют в несколько семейств, главными из которых является азотное, кислородное (из механизма Чепмена), водородное и галогеновое. Эти реакции представляют собой каталитические циклы, поэтому их также называют соответствующими циклами.
Азотный цикл (NOx):
{\displaystyle {\mathsf {N_{2}O+O\cdot (\Delta ^{1})\rightarrow 2NO}}}
{\displaystyle {\mathsf {O_{3}+NO\rightarrow NO_{2}+O_{2}}}}
{\displaystyle {\mathsf {NO_{2}+O:\rightarrow NO+O_{2}}}}
Водородный цикл (HOx):
{\displaystyle {\mathsf {H_{2}O+O:\rightarrow 2HO\cdot }}}
{\displaystyle {\mathsf {HO\cdot +O_{3}\rightarrow HO_{2}\cdot +O_{2}}}}
{\displaystyle {\mathsf {HO_{2}\cdot +O_{3}\rightarrow HO\cdot +2O_{2}}}}
Хлорный цикл (ClOx):
{\displaystyle {\mathsf {CFCl_{3}+h\nu \rightarrow CFCl_{2}\cdot +Cl\cdot }}}
{\displaystyle {\mathsf {Cl\cdot +O_{3}\rightarrow ClO\cdot +O_{2}}}}
{\displaystyle {\mathsf {ClO\cdot +O:\rightarrow Cl\cdot +O_{2}}}}
Доля в расходовании озона различных химических семейств на разных высотах:
| Давление, гПа | азотное | кислородное | водородное | галогеновое |
| ------------- | ------- | ----------- | ---------- | ----------- |
| 1,31          | 0,10    | 0,26        | 0,41       | 0,21        |
| 3,78          | 0,50    | 0,14        | 0,11       | 0,25        |
| 8,93          | 0,68    | 0,11        | 0,08       | 0,13        |
| 21,9          | 0,46    | 0,12        | 0,19       | 0,20        |
| 55,8          | 0,12    | 0,03        | 0,48       | 0,14        |

Доля галогенового пути распада стратосферного озона увеличилась в результате деятельности человека, что привело к возникновению озоновых дыр. Генеральная ассамблея ООН в 1994 году провозгласила 16 сентября ежегодным Международным днём охраны озонового слоя.

## Единица измерения толщины озонового слоя
Единицей измерения толщины озонового слоя служит единица Добсона (DU).

### Статьи и обзоры
- Озон в атмосфере. Озоновый слой — ультрафиолетовый щит Земли
- Химия и алхимия озонового слоя Архивная копия от 14 февраля 2008 на Wayback Machine
- Охрана озонового слоя в мире

### Международные соглашения
- Венская конвенция об охране озонового слоя
- Монреальский протокол по веществам, разрушающим озоновый слой